# 1968年巴爾的摩暴動
1968年巴爾的摩暴動，是指一起在1968年4月6日至4月14日，美國巴爾的摩的黑人為首率領的騷亂。騷亂人群滿街燒殺搶掠當地企業，以及对抗警察和國民衛隊。
騷亂的直接原因是4月4日馬丁·路德·金博士在田納西州孟菲斯市遇刺，這引發了美國各地的125個城市的騷亂。這些活動有時被描述為復活節起義。
時任馬里蘭州長的斯皮羅·阿格紐率領了數千名國民警衛隊士兵和500名馬里蘭州警方試圖平息此次騷亂。當騷亂無法控制時，斯皮羅·阿格紐請求從總統林登·約翰遜出動聯邦政府軍隊。

## 背景
以1968年與二戰期間的巴爾的摩市相比，雖然人口統計上的總人口維持不變，但黑人已大幅增長，而白人大幅減少，兩者差距約20萬人。白人離開巴爾的摩市，移居巴爾的摩郡。黑人們住在較差房子的社區，有著高嬰兒死亡率及犯罪率。他們也承受著巴爾的摩製造業不成比例衰退的壓力。該市黑人的失業率，超過全美國平均數值的兩倍，甚至在某些特別貧困社區的失業率還要更高，而有工作的黑人，還得在低工資與不安全的的條件下勞動。

## 過程
由於當時全國各地爆發暴動，馬里蘭州國民警衛隊在暴動發生前的1968年4月5日，已經被事先徵調到巴爾的摩，預防在華盛頓特區郊區一帶發生的暴動蔓延到當地。
儘管在4月4日，華盛頓特區發生了暴動，但巴爾的摩市的黑人於4月5日的表現還算平靜。根據當年一位UMBC的學生在記述時稱，當地的氣氛雖然有著明顯悲傷，但只有零星的暴力或騷動事件。
維持了一天的和平之後的4月6日中午，約有300人聚集，舉行了一場平和的追悼會，直至下午2時前都沒有意外事件發生，此後群眾開始增加。下午5時，蓋伊街至巴爾的摩街區的一些窗戶已被砸碎，警方開始行動；下午6時，已有火災報告傳出；11時，全市進入宵禁狀態，約6000名的國民警衛隊開始進駐市內，銷售酒類與槍枝將被立即取締。據當時的部分新聞報導，稱聚集的群眾已達到1000人，並往北移動至哈福德路（Harford Rd）和格林芒特大街（Greenmount Ave），時任市長的Thomas L. J. D'Alesandro III已無法有效應對情況；晚上8時，州長斯皮罗·阿格纽宣布進入緊急狀態。
4月7日早上，白宮收到了5人死亡，300起火災，404人被捕的報告，暴動更蔓延到了西巴爾的摩的賓夕法尼亞大街（Pennsylvania Ave）；同時，立場對立的白人群眾在帕特森公園（Patterson Park）結成，不過在其侵入一處黑人社區後即被國民警衛隊驅散。
詹姆士·布朗的4月12日演唱會因此次暴動取消，但4月9日後，暴動事件已開始減少，巴爾的摩金鶯隊也在第二天進行了比賽。9日下午，聯邦軍隊已開始允許群眾分開舉行和平集會。

## 外部連結
- （英文）BALTIMORE '68: RIOTS AND REBIRTH OVERVIEW（页面存档备份，存于）